# 448 Наталія
448 Наталія (448 Natalie) — астероїд головного поясу, відкритий 27 жовтня 1899 року у Гейдельберзі.
Тіссеранів параметр щодо Юпітера — 3,147.